# Nicolaus Nicolai (kontraktsprost)
Nicolaus Nicolai, död 1608 i Dagsbergs församling, Östergötlands län, var en svensk präst.

## Biografi
Nicolai var son till kyrkoherden Nils (död 1575) i Dagsbergs församling. Han blev 1575 kyrkoherde i Dagsbergs församling och var från 1575 till 1599 kontraktsprost i Norrköpings kontrakt. Nicolai avled 1608 i Dagsbergs församling.
Nicolai deltog i Uppsala möte 1593.

### Familj
Nicolai var gift och de fick tillsammans en dotter som var gift med kyrkoherden Jonas Petri Metronius i Dagsbergs församling.